# 越渇磨島

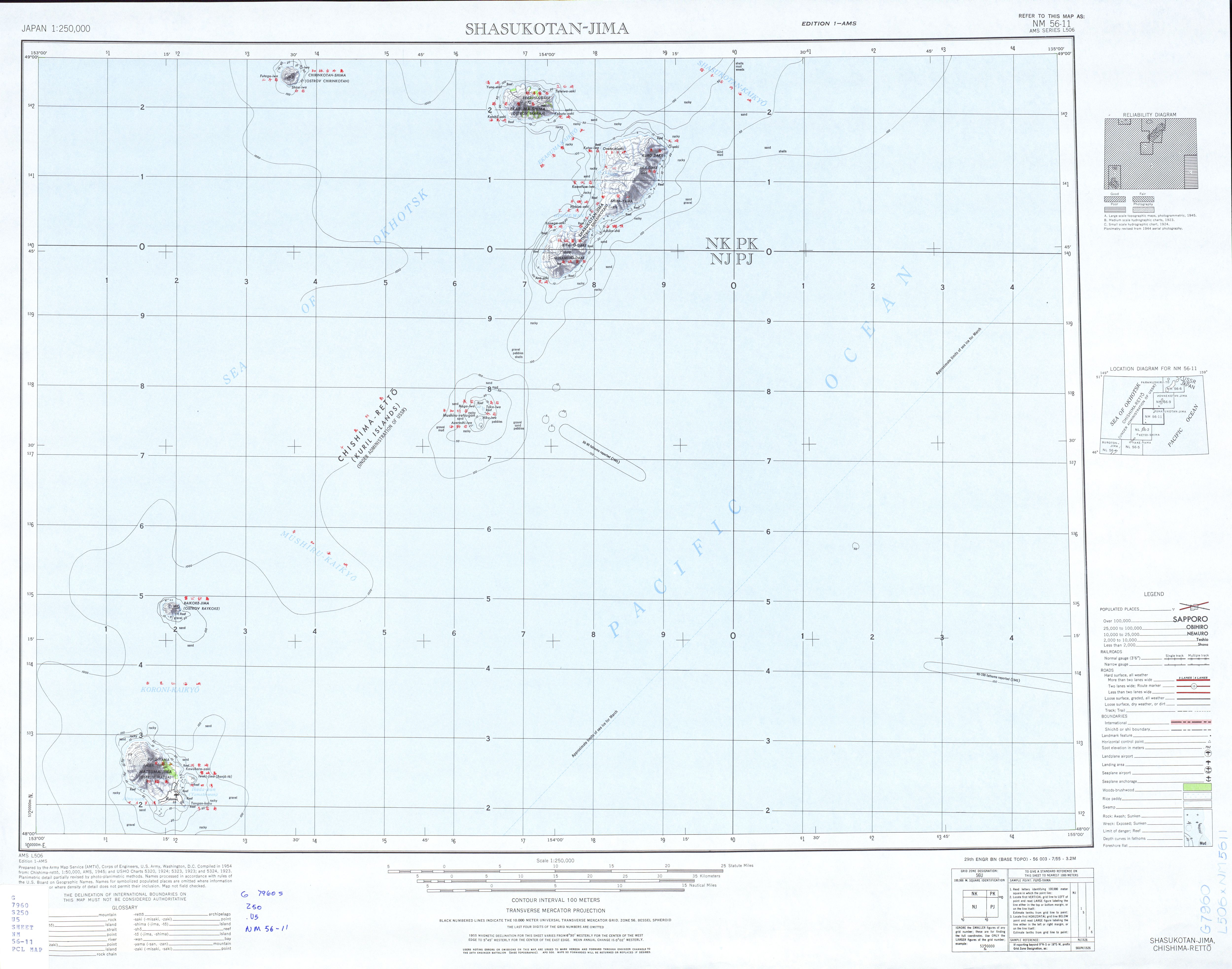
昭和29年の知林古丹島・越渇磨島・捨子古丹島・雷公計島・松輪島

越渇磨島（エカルマ島、えかるまとう）は千島列島の中部に位置する島である。ロシア名はエカルマ島（o. Экарма）、英語表記はEkarma。
島の名前の由来は、アイヌ語の「エカリ・マ・ウシ（安全な船着場の多い所）」から。これは、島の周囲に暗礁が無いため。

## 地理
捨子古丹島から越渇磨海峡を挟んだ北西約 9 キロメートルに位置する、安山岩質の火山から成る東西約 7.4 キロメートル、幅約 5.5 キロメートルの長方形の島である。湖水や顕著な河川はなく、淡水源は雨水に頼るほかない。また、島の北部では高温の硫黄泉の湧出が数ヶ所で見られる。
最高点は海抜 1,170 メートルの越渇磨岳（えかるまだけ、ロシア名：エカルマ山 влк.Экарма）。
ちなみにこのエカルマ島及び隣接するシアシュコタン(捨子古丹)島は共に奇しくも、遥か南方の日本最東端・南鳥島のほぼ真北(ほぼ同一東経154度上)に位置し、緯度は亜熱帯南鳥島の倍の48度である。

## 歴史
- 1700年（元禄13年）、元禄国絵図のため松前藩が幕府に呈上した松前島郷帳に、「ゑかるまし」の名が見られる。
- 1855年（安政元年）、日露通好条約によりロシア領となる。
- 1875年（明治8年）、樺太・千島交換条約により日本領になる。
- 1893年、捨子古丹島にて越冬していた千島報效義会の会員 9 人のうち 5 人が越渇磨島に出漁して遭難し、全員死亡した[4]。
- 1995年、日本に飛来する絶滅危惧種の冬鳥、シジュウカラガンの放鳥が始まり、2010年まで続けられた[5]。

日本の行政区分においては北海道根室振興局管内の占守郡に属した。
現在はロシア連邦が実効支配しているものの、日本政府は国際法上、帰属未定地であるとしている。